# Nonciature apostolique en France
La nonciature apostolique en France constitue la représentation officielle du Saint-Siège à Paris, où réside le nonce apostolique. Elle siège au 10, avenue du Président-Wilson, au croisement avec la rue Freycinet (au n°2), dans le 16e arrondissement de Paris.

## Histoire
La nonciature apostolique à Paris assume l'un des plus anciens postes diplomatiques permanents en France. Son existence remonte au XVIe siècle, où elle suit la cour dans ses déplacements continuels. Lors des résidences de la cour d'Henri II au château de Fontainebleau, le nonce s'installe à Moret, puis à la fin du siècle, l'hôtel de Sens serait devenu la résidence normale de la nonciature (au moins pour Castelli). Le nonce Innocenzo del Bufalo obtient l'hôtel de Cluny au tout début du XVIIe siècle. 
De 1806 à 1808, l'hôtel de Biron, situé près des Invalides, est loué au cardinal Giovanni Battista Caprara, nonce du pape Pie VII.
Avant la rupture des relations diplomatiques entre la France et le Saint-Siège en 1904 (dans le contexte de la préparation de la loi de séparation des Églises et de l'État en France, adoptée en 1905), depuis 1903, la nonciature est située au 10, rue de l'Élysée, dans le 8e arrondissement, dans l'actuel hôtel de Rothschild. Entre 1897 et 1903, elle se trouve 11 bis rue Legendre, dans le 17e arrondissement,.
Le rétablissement des relations diplomatiques entre les deux pays a lieu en 1920. En 1923, la nonciature s'installe au 14, boulevard des Invalides, dans le 7e arrondissement.
Parmi les nonces apostoliques en France, on peut noter de 1944 à 1953, Angelo Roncalli, futur pape sous le nom de Jean XXIII.

## Rôle
La nonciature possède un double rôle. D'une part, elle assure le lien entre le Vatican et l'Église de France et en particulier la Conférence des évêques de France. À ce titre, le nonce prépare les dossiers de nominations d'évêques en France. D'autre part, en tant qu'ambassade du Saint-Siège, la nonciature assure les relations diplomatiques avec les autorités civiles françaises. 
Le nonce apostolique en France remplit le rôle de doyen du corps diplomatique à Paris. À ce titre, au nom de ses pairs, il s'adresse au président de la République lors de la présentation des vœux au corps diplomatique en début d'année.  
La nonciature à Paris constitue également l'un des plus prestigieux postes de la diplomatie vaticane. Il s'agit du dernier poste diplomatique de son titulaire qui est ensuite généralement rappelé à la curie pour prendre la tête d'un dicastère et être créé cardinal. Ainsi, en 1948, l'ambassadeur français au Vatican Wladimir d'Ormesson s'était inquiété que l'agacement du gouvernement français envers le nonce Roncalli ne se traduise par un départ précipité sans chapeau de cardinal à l'instar de ses deux prédécesseurs, ce qui aurait fait perdre au poste son prestige, nuisant à l'intérêt de la France de conserver un interlocuteur de qualité à ce poste.

## Nonces en France

### AuXVesiècle
- Bienheureux Niccolò Albergati (février 1422 - août 1423)
- Pietro del Monte (1441 - 1444)
- Stefano Nardini (1467 - 1468)

### AuXVIesiècle
- Giovanni Ferreri (1500 - 1503)
- Carlo Domenico del Carretto (1503 - 1505)
- Pierre Le Filleul (1505 - 1507)
- Angelo Leonini (1509 - 1510)
- Roberto Acciaiuoli (1510 - 1514)
- Louis de Canossa (1514 - 1517)
- Giovani Stafileo (1517 - 1520)
- Giovanni Rucellai (1520 - 1521)
- Esteban Gabriel Merino (1522 - 1523)
- Jérôme Aléandre l'Ancien (1524 - 1525)
- Roberto Acciaiuoli (1526 - 1527)
- Giovanni Salviati (? - 1529) cardinal-légat ad interim
- César Trivulce (1529 - 1533)
- Filippo Strozzi (1533-1535)
- Rodolfo Pio (1535 - 1537)
- Cesare de'Nobili (1537) ad interim
- Filiberto Ferrero (1537 - 1540)
- Girolamo Dandini (1540 - 1541)
- Girolamo Recanati Capodiferro (1541 - 1543)
- Girolamo Dandini (1543 - 1544) ad interim
- Alessandro Giudiccione (1544 - 1546)
- Girolamo Dandini (1546 - 1547)
- Michele della Torre (1547 - 1550)
- Antonio Trivulzio (1550 - 1551)
- Rupture des relations diplomatiques (1551- 1552)
- Prosper de Sainte-Croix (1552 - 1554)
- Sebastiano Gualtieri (1554 - 1556)
- Cesare Brancaccio (1556 - 1557)
- Lorenzo Lenti (1557 - 1560)
- Sebastiano Gualtieri (1560 - 1561)
- Prospero Santa Croce (1561 - 1565)
- Francesco Beltramini (1565 - 1566)
- Michele della Torre (1566 - 1568)
- Fabio Mirto Frangipani (1568 - 1572)
- Anton Maria Salviati (1572 - 1578)
- Anselmo Dandino (1578 - 1581)
- Giovanni-Baptista Castelli (1581-1583)[7]
- Gerolamo Ragazzoni (it) (1583 - 1586)[7]
- Fabio Mirto Frangipani (1586 - 1587)
- Francesco Morosini (1587 - 1589)
- Henri Caietan (1589 - 1590)
- Vacance de septembre 1590 à mai 1591
- Marcello Landriano (it) (1591-1592)
- Filippo Sega (1592 - 1596)
- Francesco Gonzaga (1596 - 1599)
- Gaspare Silingardi (1599 - 1601)

### AuXVIIesiècle
- Innocenzo del Bufalo (1601-1604)[8]
- Maffeo Barberini (1604 - 1606) (futur pape Urbain VIII)
- Roberto Ubaldini (1606 - 1616)
- Guido Bentivoglio (1616 - 1621)
- Ottavio Corsini (it) (1621 - 1623)
- Bernardino Spada (1623 - 1627)
- Giovanni Francesco Guidi di Bagno (1627 - 1630)
- Alexandre Bichi (1630 - 1634)
- Giorgio Bolognetti (it) (1634 - 1639), accompagné un temps de Jules Mazarin, nonce extraordinaire à Paris (1634-1636)
- Ranuccio Scotti Douglas (1639 - 1641)[8]
- Girolamo Grimaldi-Cavalleroni (1641 - 1643)
- Nicola Guidi di Bagno (1643 - 1656)
- Celio Piccolomini (1656 - 1663)
- Carlo Roberti de' Vittori (1664 - 1667)
- Niccolò Pietro Bargellini (it) (1668 - 1671)
- Francesco Nerli  (1672 - 1673)
- Fabrizio Spada (1674 - 1675)
- Pompeo Varese (it) (1676 - 1678)
- Giovanni Battista Lauri (1679 - 1683) (ad interim)
- Angelo Maria Ranuzzi (1683 - 1688)
- Giovanni Giacomo Cavallerini (1692 - 1695)
- Daniello Marco Delfino (1696 - 1698)

### AuXVIIIesiècle
- Filippo Antonio Gualterio (1700-1706)
- Agostino Cusani (1706-1712)
- Cornelio Bentivoglio (1712-1719)
- Bartolomeo Massei (1721-1730)
- Rainiero d'Elci (1730-1738)
- Carlo Francesco Durini (1744-1753)
- Ludovico Gualterio De' Gualtieri (1754 - )
- Pietro Colonna (1760 - 1766)
- Bernardino Giraud (1767 - 1773)
- Giuseppe Maria Doria Pamphilj (1773 - 1785)
- Antonio Dugnani (1785 - 1791)

### AuXIXesiècle
- Carlo Zen (it) (1817 - 1819)[9]
- Vincenzo Macchi (1819 - 1826)
- Luigi Emmanuele Nicolo Lambruschini (1826 - 1830)
- Raffaele Fornari (1843 - 1851)
- Carlo Sacconi (1853 - 1861)
- Flavio Chigi (1861 - 1873)
- Pier Francesco Meglia (1874 - 1883)
- Wlodzimierz Czacki (1879 - 1882)
- Camillo Siciliano di Rende (1882 - 1887)
- Luigi Rotelli (1887 - 1891)
- Domenico Ferrata (1891 - 1896)
- Eugenio Clari (1896 - 1899)
- Benedetto Lorenzelli (1899 - 1904)
- Interruption des relations diplomatiques

### AuXXesiècle
- Bonaventura Cerretti (1921 - 1926)
- Luigi Maglione (1926 - 1935)
- Valerio Valeri (1936 - 1944)
- Angelo Roncalli (futur pape et saint Jean XXIII) (1944 - 1953)
- Paolo Marella (1953 - 1959)
- Paolo Bertoli (1960 - 1969)
- Egano Righi-Lambertini (1969 - 1979)
- Angelo Felici (1979 - 1988)
- Lorenzo Antonetti (1988 - 1995)
- Mario Tagliaferri (1995 - 1999)

### AuXXIesiècle
- Fortunato Baldelli (1999 - 2009)
- Luigi Ventura (2009 - 2019)
- Celestino Migliore (depuis le 11 janvier 2020[10])